# جائزة المواطنين الأوروبيين
في عام 2008 قدم البرلمان الأوروبي جائزة المواطنين الأوروبيين. تمنح الجائزة سنويًا مكافأةً للأفراد أو الجماعات الذين تميزوا بشكل خاص في تعزيز التكامل الأوروبي من خلال التعبير عن التعاون الأوروبي والانفتاح على الآخرين والمشاركة العملية في تطوير التفاهم المتبادل. يتم منحها بناءً على ترشيحات أعضاء البرلمان الأوروبي.